# Táo quân

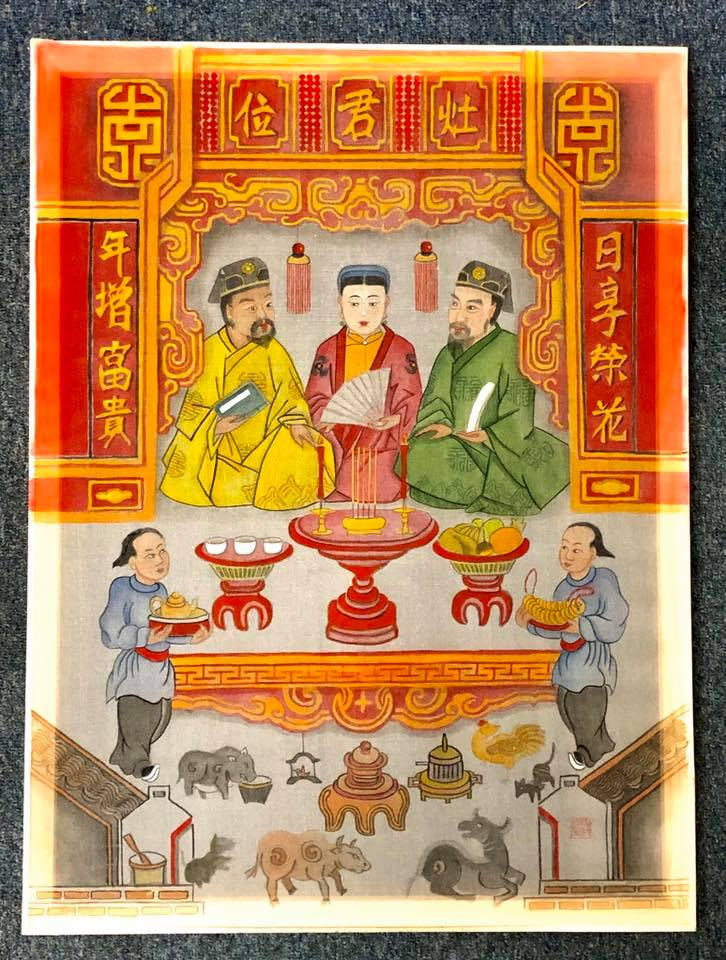
Tranh màu nước vẽ ba vị Táo Quân trong văn hoá truyền thống Việt Nam. Hoạ sĩ: Đoàn Thành Lộc.

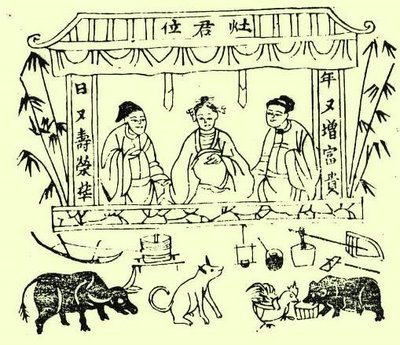
Tranh vẽ Táo Quân của Việt Nam vào thế kỉ 19

Táo Quân (Chữ Hán: 灶君); Táo Vương (灶王), Ông Táo (翁灶) hay Thần Bếp (神灶), Vua Bếp (Chữ Nôm: 𢂜灶) trong tín ngưỡng dân gian Việt Nam và Trung Hoa được xem là vị thần cai quản việc bếp núc trong mỗi nhà; Táo (灶) có nghĩa là bếp. Việt Nam và Trung Hoa có những truyền thuyết về Táo Quân khác nhau.

## Trung Quốc

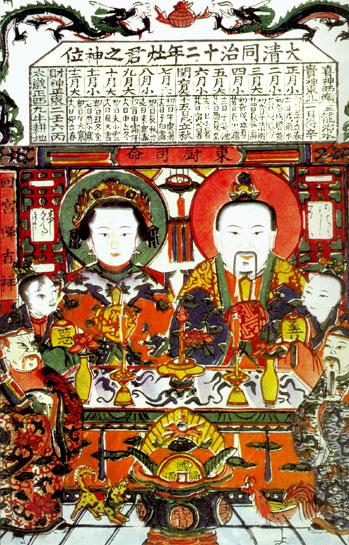
Táo Quân Trung Hoa

Táo quân là một vị thần có lịch sử lâu đời trong văn hóa tín ngưỡng truyền thống Trung Quốc. Trong lịch sử Trung Quốc, từ thời Tiên Tần đến thời Minh Thanh, việc cúng tế thần Táo quân được coi là một lễ tế quan trọng của triều đình phong kiến. Các thư tịch cổ của Trung Quốc có nhiều ghi chép về phong tục tế thần Táo quân.

### Ghi chép
- Theo Lã Thị Xuân Thu: Chúc Dung là thần quản lý lửa do Viêm Đế mang tới, khi chết người dân thờ làm thần lửa
- Theo Ngũ Kinh Di Nghĩa: Táo Quân tên Tô Cát Lợi, vợ là Vương Thị
- Theo Dũ Dương Tạp Trở: thần lửa trông như một cô gái đẹp, tên là Ổi hay Trương Đan, tên chữ là Tử Quách, những ngày không trăng thường lên trời tâu về việc người nào có lỗi...
- Theo Hoài Nam Tử: Viêm Đế (tức Thần Nông) mang lửa đến cho dân nên khi chết được thờ làm thần bếp

Về giới tính, người dân Phúc Kiến, Giang Tây cho rằng Táo là nữ thần, gọi là "Táo Quân Lão mẫu" hoặc "Táo Quân Thái thái". Theo Thái Bình Ngũ Lãm trích từ Ngũ Kinh dĩ nghĩa, Trịnh Huyền cho Táo Thần là "lão phụ" tức một người đàn bà. Hứa Thận, nhà ngôn ngữ đời Đông Hán, thì cho rằng: "Táo Thần họ Tô tên Cát Lợi, phu nhân của Táo Thần họ Vương tên Bác Giáp" và hình tượng Táo Thần là người đàn ông. Nhưng người vùng Ninh Hóa và một số vùng khác thì vẫn tôn thờ nữ thần, có thể do họ chịu ảnh hưởng của Trịnh Huyền hoặc cho Táo Thần chuyên lo việc bếp núc, điều tra tội nhỏ, là việc của nữ giới.

### Truyền thuyết
Truyền thuyết phổ biến nhất trong dân gian Trung Hoa là chuyện Trương Táo Vương phát tích từ vùng Sơn Đông như sau: trước kia, một gia đình họ Trương có hai vợ chồng già sống cùng con trai tên là Trương Lang và con dâu tên là Quách Đinh Hương. Trương Lang không thích làm ruộng, bỏ ra ngoài đi buôn. Đinh Hương ở nhà một mình trồng cấy, gánh vác công việc nhà chồng và chăm sóc cha mẹ chồng. Cuộc sống của nàng vô cùng vất vả. Sau 5 năm biền biệt bặt vô âm tín, vừa về đến nhà, Trương Lang đuổi Đinh Hương và lấy Lý Hải Đường về làm vợ. Đinh Hương không nơi nương tựa được một bà lão đưa về nuôi, về sau trở thành con dâu của bà và có cuộc sống viên mãn. 
Một năm nọ, gia đình Trương Lang gặp phải đám cháy lớn, tài sản bị thiêu rụi, người vợ sau cũng bị thiêu chết. Trương Lang bị thiêu mù đôi mắt, không còn cách nào đành lưu lạc xin ăn ngoài đường. Một hôm, Trương Lang đến nhà Đinh Hương xin ăn. Nàng không chỉ mang cơm ngon canh ngọt ra mời, mà còn tặng thêm vàng bạc cho chồng cũ. Về sau, Trương Lang biết được người phụ nữ hảo tâm chính là vợ cũ của mình, trong lòng hối hận, xấu hổ vô cùng, bèn đâm đầu vào bếp lửa và bị chết cháy trong đó. Vì Trương Lang cùng họ với Ngọc Hoàng Thượng đế, nên được Ngọc Hoàng phong cho làm Táo vương.
Vùng Phúc Châu, tỉnh Phúc Kiến lại lưu truyền câu chuyện về một người tên là Trương Định Phúc, gia cảnh bần hàn, nhưng lại lười biếng, ham mê cờ bạc đến mức khuynh gia bại sản, phải bán cả vợ. Người vợ vẫn thương xót chồng, thường giấu giếm cho ăn. Về sau, Trương Định Phúc xấu hổ vô cùng, đâm đầu vào bếp lò chết. Sau khi chết, Ngọc Hoàng Thượng đế cho anh ta làm Táo thần. Cư dân hai bên bờ sông Trường Giang cũng lưu truyền câu chuyện về vị Táo vương bạc tình như sau: Ngày trước, có một chàng trai con phú gia tên là Lý Hồi Tâm. Vợ anh ta tên là Vương Huệ Mẫn, vốn là con gái một gia đình làm ruộng. 
Hai vợ chồng lấy nhau đã lâu mà không có con, có bà mối gần nhà đã làm mối cho Lý Hồi Tâm lấy cháu gái mình làm vợ lẽ. Không lâu sau, Lý Hồi Tâm nghe lời xúi giục của vợ bé đuổi Vương Huệ Mẫn ra khỏi nhà. Vương Huệ Mẫn vô cùng đau khổ, bỏ đến một nơi hoang vắng, tự khai hoang lập ấp. Nàng còn chiêu mộ, giúp đỡ thêm nhiều người dân nghèo lang thang cơ nhỡ đến an cư lạc nghiệp ở đó. Mọi người đồng cam cộng khổ, chăm chỉ lao động, xây dựng vùng đất hoang vu ngày nào thành một trang ấp trù mật, giàu có. Mọi người trong ấp đều nhất trí tôn Vương Huệ Mẫn làm thủ lĩnh. 
Còn về Lý Hồi Tâm, từ khi đuổi vợ cả đi, hằng ngày ăn uống chơi bời với vợ lẽ. Vài năm sau, gia sản ông cha để lại đã bị tiêu tán hết. Người vợ kế vốn lười làm ham chơi, thấy chồng trở nên nghèo khó, đã vội vã đi lấy người khác. Lý Hồi Tâm đành phải đi xin ăn để duy trì cuộc sống. Một hôm, anh ta đến xin ăn đúng nhà Vương Huệ Mẫn. Mọi người trong nhà tiếp đón anh ta ân cần tử tế. Về sau, nhận ra chủ nhà chính là người vợ cũ đã bị mình đuổi đi, anh ta xấu hổ và hối hận vô cùng, bèn đâm đầu vào bếp lò chết cháy. Vương Huệ Mẫn cũng qua đời ít lâu sau đó vì quá thương xót chồng. Ngọc Hoàng Thượng đế cho rằng Lý Hồi Tâm dũng cảm nhận sai, bèn phong làm Táo thần; Vương Huệ Mẫn thông minh hiền thục được phong làm Táo Vương Bà Bà.

### Thờ cúng
Người Trung Quốc cho rằng trước kia mỗi tháng vua bếp lên trời một lần vào ngày tối (ngày cuối tháng âm lịch) để báo cáo về từng người trong mỗi gia đình nhưng sau này, mỗi năm vua chỉ lên trời một lần vào ngày 23 hoặc 24 tháng Chạp. Vào ngày đó, người Trung Quốc bày bàn thờ gần bếp, cúng vua bếp bằng thịt, cá, rượu nếp, bánh kẹo. Ngoài ra còn có nước và cỏ khô cho ngựa của vua bếp "ăn" để bay và chở vua lên trời gọi là cò bay ngựa chạy.

## Việt Nam

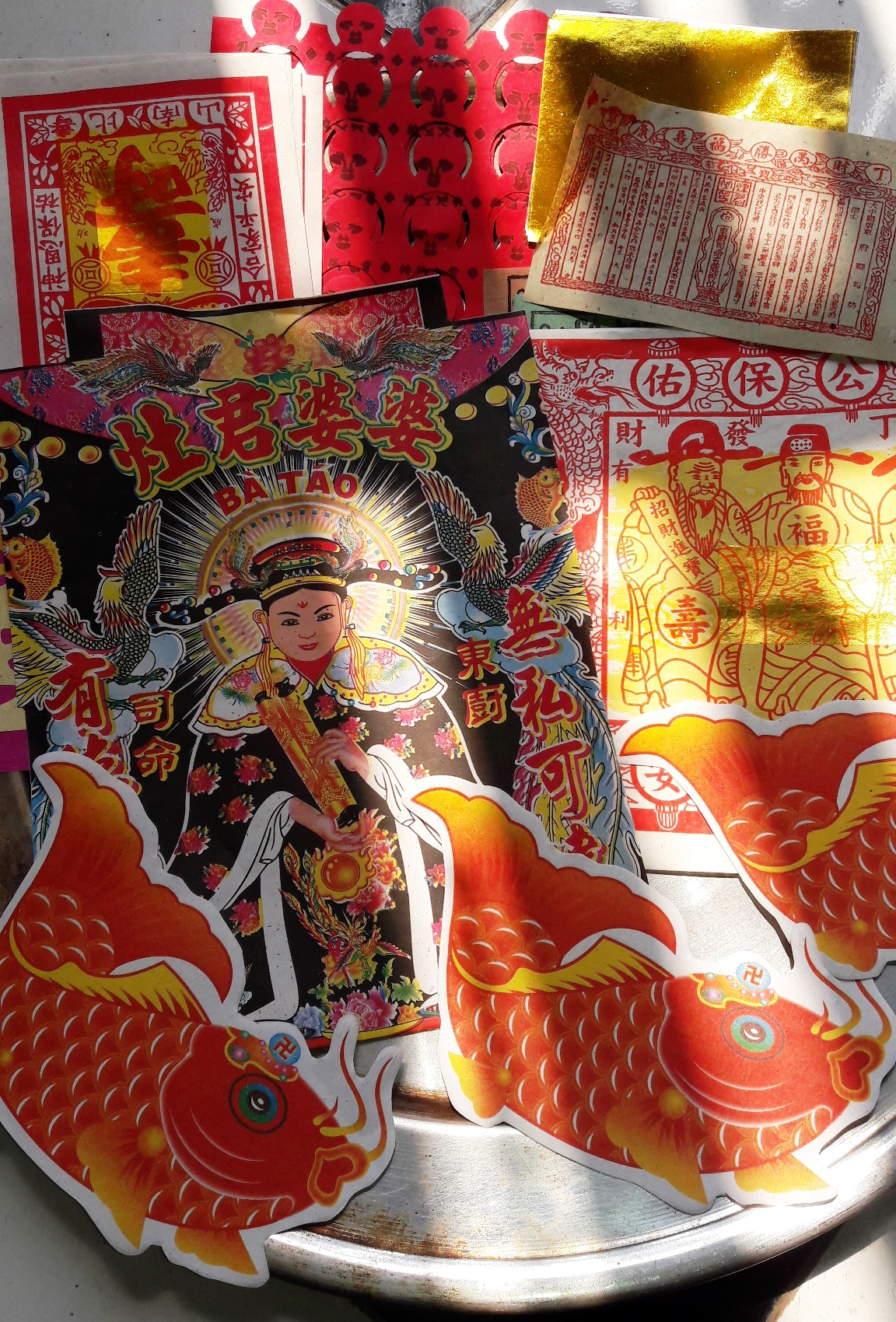
Đồ mã cúng Táo Quân

Táo Quân trong tín ngưỡng dân gian Việt Nam có nguồn gốc từ ba vị thần Thổ Công, Thổ Địa, Thổ Kỳ và hình thành huyền tích "2 ông 1 bà" - vị thần Đất, vị thần Nhà, vị thần Bếp núc. Tuy vậy người dân vẫn quen gọi chung là Táo Quân hoặc Ông Táo. Ở Việt Nam, sự tích Táo Quân được truyền khẩu, rồi ghi chép, do đó có những sự khác nhau về tình tiết, nội dung chính được tóm tắt như sau:
Trọng Cao có vợ là Thị Nhi ăn ở với nhau đã lâu mà không con, nên sinh ra buồn phiền, hay cãi cọ nhau. Một hôm, Trọng Cao giận quá, đánh vợ. Thị Nhi bỏ nhà ra đi sau đó gặp và bằng lòng làm vợ Phạm Lang. Khi Trọng Cao hết giận vợ, nghĩ lại mình cũng có lỗi nên đi tìm vợ. Khi đi tìm vì tiền bạc đem theo đều tiêu hết nên Trọng Cao đành phải đi ăn xin.
Khi Trọng Cao đến ăn xin nhà Thị Nhi, thì hai bên nhận ra nhau. Thị Nhi rước Trọng Cao vào nhà, hai người kể chuyện và Thị Nhi tỏ lòng ân hận vì đã trót lấy Phạm Lang làm chồng.
Phạm Lang trở về nhà, sợ chồng bắt gặp Trọng Cao nơi đây thì khó giải thích, nên Thị Nhi bảo Trọng Cao ẩn trong đống rơm ngoài vườn. Phạm Lang về nhà liền ra đốt đống rơm để lấy tro bón ruộng. Trọng Cao không dám chui ra nên bị chết thiêu. Thị Nhi trong nhà chạy ra thấy Trọng Cao đã chết bởi sự sắp đặt của mình nên nhào vào đống rơm đang cháy để chết theo.
Phạm Lang gặp tình cảnh quá bất ngờ, thấy vợ chết không biết tính sao, liền nhảy vào đống rơm đang cháy để chết theo vợ.
Linh hồn của ba vị được đưa lên Thượng đế. Thượng đế thấy ba người đều có nghĩa, nên sắc phong cho làm Táo Quân, gọi chung là: Định Phúc Táo Quân (定福灶君), nhưng mỗi người giữ một việc:
- Phạm Lang làm Thổ Công, trông coi việc bếp. Danh hiệu: Đông Trù Tư Mệnh Táo Phủ Thần Quân
- Trọng Cao làm Thổ Địa, trông coi việc nhà cửa. Danh hiệu: Thổ Địa Long Mạch Tôn Thần
- Thị Nhi làm Thổ Kỳ, trông coi việc chợ búa. Danh hiệu: Ngũ Phương Ngũ Thổ Phúc Đức Chánh Thần[6]

### Thờ cúng

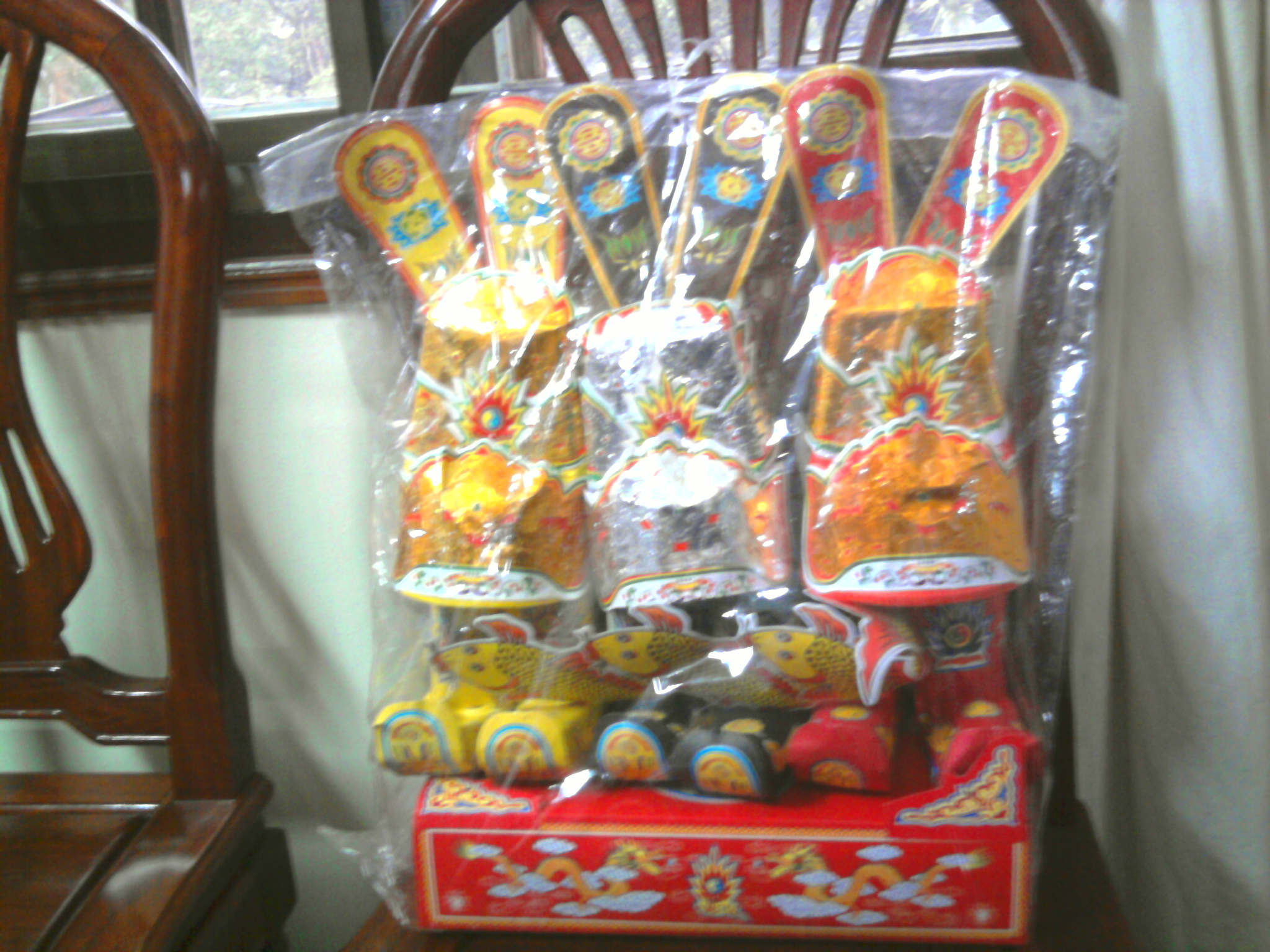
Bộ đồ cúng Táo Quân

Người Việt quan niệm ba vị Thần Táo định đoạt phước đức cho gia đình, phước đức này do việc làm đúng đạo lý của gia chủ và những người trong nhà. Bàn thờ thường đặt gần bếp, trên có bài vị thờ viết bằng chữ Hán. Hàng năm, đúng vào ngày 23 tháng Chạp là ngày Táo Công lên chầu trời nên có nơi gọi ngày này là "Tết ông Công", lễ cúng có cá chép vì người Việt cho rằng, ông Táo cưỡi cá chép lên trời.

## Trên truyền hình
Gặp nhau cuối năm, một chương trình truyền hình của Đài Truyền hình Việt Nam phát sóng vào tối cuối năm âm lịch hàng năm, có nội dung là buổi chầu nơi các Táo báo cáo với Ngọc Hoàng những việc mình đã làm được trong một năm qua.